# واين كرامر
واين كرامر (بالإنجليزية: Wayne Kramer)‏ هو منتج أسطوانات وعازف قيثارة وكاتب أغاني ومغني أمريكي، ولد في 30 أبريل 1948 في ديترويت في الولايات المتحدة.

## وصلات خارجية
- الموقع الرسمي
- واين كرامر على موقع IMDb (الإنجليزية)
- واين كرامر على موقع الموسوعة البريطانية (الإنجليزية)
- واين كرامر على موقع ميوزك برينز (الإنجليزية)
- واين كرامر على موقع رولينغ ستون (الإنجليزية)
- واين كرامر على موقع أول ميوزيك (الإنجليزية)
- واين كرامر على موقع ديسكوغز (الإنجليزية)
- واين كرامر على موقع قاعدة بيانات الفيلم (الإنجليزية)